# Get Born Again
«Get Born Again» es una canción de la banda estadounidense de rock Alice in Chains y, junto con "Died",es una de las dos últimas canciones grabadas con el vocalista Layne Staley antes de su muerte en 2002.La canción fue lanzada como el sencillo principal de la compilación Nothing Safe: Best of the Box(1999),el 1 de junio de 1999. Alcanzó su punto máximo en el n.°4 en la lista Billboard Mainstream Rock Tracks , y en el n°12 en la lista Modern Rock Tracks . "Get Born Again" fue nominado para el Premio Grammy a la Mejor Interpretación de Hard Rock en 2000. La canción también se incluyó en los álbumes recopilatorios Music Bank (1999) y The Essential Alice in Chains (2006).